# لا ویزیتاسیون-دو-یاماسکا، کبک
لا ویزیتاسیون-دو-یاماسکا (به فرانسوی: La Visitation-de-Yamaska) شهری در منطقه شهری نیکوله-یاماسکا ناحیه سانتر-دو-کبک در استان کبک کانادا است. در سرشماری سال ۲۰۱۱ این شهر ۳۷۷ نفر جمعیت داشته‌است و مساحت آن ۴۱٫۸۶ کیلومتر مربع است.